# VI Cumbre Iberoamericana
La VI Cumbre Iberoamericana de Jefes de Estado y de Gobierno (en portugués, VI Cúpula Ibero-Americana de Chefes de Estado e de Governo) fue la sexta reunión de los 21 países miembros, se realizó en las ciudades de Santiago de Chile y Viña del Mar, en Chile, entre los días 10 y 11 de noviembre de 1996. Fue, junto a la primera cumbre y la cuarta cumbre, la que ha tenido el récord de asistencia con todos los representantes de los Estados miembros. 

## Temas discutidos
El tema principal fue el Desarrollo Político de Iberoamérica. Específicamente los asuntos que se trataron fueron:
- La gobernabilidad para una democracia eficiente y participativa.
- Las condiciones para una cooperación política regional.
- Las dimensiones internacionales de la gobernabilidad en democracia y el fortalecimiento de las instituciones políticas.
- Las dimensiones socioeconómicas de la gobernabilidad en democracia; y
- las dimensiones políticas de la gobernabilidad en democracia.

## Declaración final

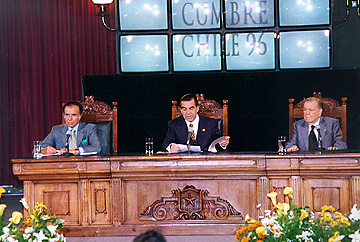
El presidente Carlos Menem, junto con los presidentes Eduardo Frei Ruiz-Tagle, de Chile y de Venezuela, Rafael Caldera, ofrecieron una conferencia de prensa conjunta, tras la firma de la declaración final de la VI Cumbre Iberoamericana de Jefes de Estado y de Gobierno.

Nuevamente se hizo una defensa de las democracias participativas y su papel para desarrollar políticas que disminuyan las desigualdades sociales y económicas. En cuanto al segundo punto, la gobernabilidad en democracia, favorece un marco de paz y seguridad para los países miembros, la integración en un mercado globalizado y la crítica a cualquier decisión unilateral que dificulte o impida el libre comercio. Además se incluye el respeto a los derechos humanos y la lucha contra el tráfico de drogas.
En cooperación se aprobó la iniciativa boliviana de crear un fondo de capital, controlado de manera multilateral, que sea administrado por el Banco Interamericano de Desarrollo (BID) que garantice los fondos y la financiación. Se menciona el control y progreso de los proyectos emprendidos en las anteriores cumbres como el proyecto de alfabetización (aprobado en la II Cumbre Iberoamericana) que se mantendrá en la República Dominicana y El Salvador y se ampliará a Nicaragua y Honduras.

## Cuba
La presencia de Cuba en las cumbres había desatado polémica por la ser el único estado calificado como dictadura frente al resto de democracias de la región. La Cumbre desató una gran polémica en Chile por la presencia del mandatario cubano Fidel Castro. Parlamentarios de derecha realizaron repetidas manifestaciones de repudio a la presencia del líder comunista, entre los que destacó Iván Moreira, quien se presentó en la Cancillería con pancartas en las que se leía «Fidel, Cuba no te quiere. ¡Chile tampoco!».[cita requerida] Por otra parte, la seguridad informática sufrió un bochorno internacional, cuando la página web oficial del evento fue hackeada, hecho que se hizo público a través de los medios de prensa.[cita requerida]
No obstante, como, desde la cumbre de 1991, los países de la Comunidad Iberoamericana condenaron el embargo estadounidense a Cuba (desde 1962) haciendo especial hincapié en la Ley Helms-Burton, aprobada por el presidente Bill Clinton en marzo de 1996. Esta ley fue calificada en la declaración final como contraria a la cooperación y amistad entre los países.

## Líderes que asistieron
| Miembros de la Cumbre Iberoamericana de Jefes de Estado y de Gobierno Listado de líderes asistentes | Miembros de la Cumbre Iberoamericana de Jefes de Estado y de Gobierno Listado de líderes asistentes | Miembros de la Cumbre Iberoamericana de Jefes de Estado y de Gobierno Listado de líderes asistentes | Miembros de la Cumbre Iberoamericana de Jefes de Estado y de Gobierno Listado de líderes asistentes | Miembros de la Cumbre Iberoamericana de Jefes de Estado y de Gobierno Listado de líderes asistentes |
| Miembro                                                                                             | Miembro                                                                                             | Representado por                                                                                    | Cargo                                                                                               | |
| --------------------------------------------------------------------------------------------------- | --------------------------------------------------------------------------------------------------- | --------------------------------------------------------------------------------------------------- | --------------------------------------------------------------------------------------------------- | --------------------------------------------------------------------------------------------------- |
| Bandera de Argentina                                                                                | Argentina                                                                                           | Carlos Menem                                                                                        | Presidente                                                                                          | |
| Bandera de Bolivia                                                                                  | Bolivia                                                                                             | Gonzalo Sánchez de Lozada                                                                           | Presidente                                                                                          | |
| Bandera de Brasil                                                                                   | Brasil                                                                                              | Fernando Henrique Cardoso                                                                           | Presidente                                                                                          | |
| Bandera de Chile                                                                                    | Chile                                                                                               | Eduardo Frei Ruiz-Tagle                                                                             | Presidente                                                                                          | |
| Bandera de Colombia                                                                                 | Colombia                                                                                            | Ernesto Samper                                                                                      | Presidente                                                                                          | |
| Bandera de Costa Rica                                                                               | Costa Rica                                                                                          | José María Figueres Olsen                                                                           | Presidente                                                                                          | |
| Bandera de Cuba                                                                                     | Cuba                                                                                                | Fidel Castro                                                                                        | Presidente                                                                                          | |
| Bandera de Ecuador                                                                                  | Ecuador                                                                                             | Abdala Bucaram                                                                                      | Presidente                                                                                          | |
| Bandera de El Salvador                                                                              | El Salvador                                                                                         | Armando Calderón                                                                                    | Presidente                                                                                          | |
| Bandera de España                                                                                   | España                                                                                              | Juan Carlos I José María Aznar                                                                      | Rey Presidente del Gobierno                                                                         | |
| Bandera de Guatemala                                                                                | Guatemala                                                                                           | Álvaro Arzú                                                                                         | Presidente                                                                                          | |
| Bandera de Honduras                                                                                 | Honduras                                                                                            | Carlos Roberto Reina                                                                                | Presidente                                                                                          | |
| Bandera de México                                                                                   | México                                                                                              | Ernesto Zedillo                                                                                     | Presidente                                                                                          | |
| Bandera de Nicaragua                                                                                | Nicaragua                                                                                           | Violeta Chamorro                                                                                    | Presidenta                                                                                          | |
| Bandera de Panamá                                                                                   | Panamá                                                                                              | Ernesto Pérez Balladares                                                                            | Presidente                                                                                          | |
| Bandera de Paraguay                                                                                 | Paraguay                                                                                            | Juan Carlos Wasmosy                                                                                 | Presidente                                                                                          | |
| Bandera de Perú                                                                                     | Perú                                                                                                | Alberto Fujimori                                                                                    | Presidente                                                                                          | |
| Bandera de Portugal                                                                                 | Portugal                                                                                            | Mario Soares Aníbal Cavaco Silva                                                                    | Presidente Primer ministro                                                                          | |
| Bandera de la República Dominicana                                                                  | República Dominicana                                                                                | Leonel Fernández                                                                                    | Presidente                                                                                          | |
| Bandera de Uruguay                                                                                  | Uruguay                                                                                             | Julio María Sanguinetti                                                                             | Presidente                                                                                          | |
| Bandera de Venezuela                                                                                | Venezuela                                                                                           | Rafael Caldera                                                                                      | Presidente                                                                                          | |

| Predecesor: V Cumbre Iberoamericana San Carlos de Bariloche | VI Cumbre Iberoamericana de Jefes de Estado y de Gobierno (Santiago de Chile/Viña del Mar) 1996 | Sucesor: VII Cumbre Iberoamericana Isla de Margarita |